# Бульвар Купца Ефремова
Бульва́р Купца́ Ефре́мова (чув. Ехрем хуçа бульварĕ) — пешеходная улица в историческом районе города Чебоксары. Считается в Чебоксарах аналогом московского Арбата.

На бульваре установлена архитектурная композиция из трёх камней «солнца, любви и счастья», привезённых с Таганайского хребта Южного Урала.

В апреле 2012 года рядом с домом 4 на бульваре установлена скульптурная композиция «Остап Бендер и Киса Воробьянинов» (скульптор — Владимир Нагорнов).

## Происхождение названия
Бульвар назван в честь купца Прокопия Ефремовича Ефремова, заступника чувашей, крестьянина по происхождению, мецената, основателя династии Ефремовых, много сделавшей для благоустройства Чебоксар.

В конце XIX — начале XX вв. на бульваре (тогда ещё Благовещенской улице) располагались дома П. Е. Ефремова и его родных.
До 2004 года была частью улицы Карла Маркса, до революции называлась Благовещенской.

## История зданий
Уже в конце XIX века нынешний бульвар состоял преимущественно из каменных строений. Среди них своей архитектурой выделялись дома семьи Ефремовых. Застройка Чебоксар в то время велась по родосемейному принципу и Ефремовы, как и многие другие состоятельные горожане, придерживались установленного порядка. Под застройку был выбран участок в районе Благовещенской церкви и одноимённой улицы.

Родовой двухэтажный с антресолями под крышей дом П. Е. Ефремова был построен в 1884 году на Благовещенской улице (ныне бульвар Купца Ефремова, дом № 8). В XX веке в нём размещались уездный комитет РКП(б), Народный дом, горисполком, НКВД, ОГПУ, КГБ, Музей В. И. Ленина, а с 1981 года — Чувашский национальный музей. Каменное здание построено в стиле эклектики с использованием богатого и разнообразного декора. Отделанные под руст стены разделены карнизами и широкими поясами с нишами и филёнками. Окна декорированы наличниками, а на втором этаже — лепными элементами. В планировке помещения была использована анфиладная система организации пространства этажей. Особняк является архитектурным памятником регионального значения. 

В бывших складских помещениях Ефремовых, где хранили в основном соль, долгое время размещался Дом пионеров, потом юридический факультет филиала Московского гуманитарно-экономического института. В августе 2014 года дом сгорел.

Дом купца П. Е. Ефремова. Начало XX в.

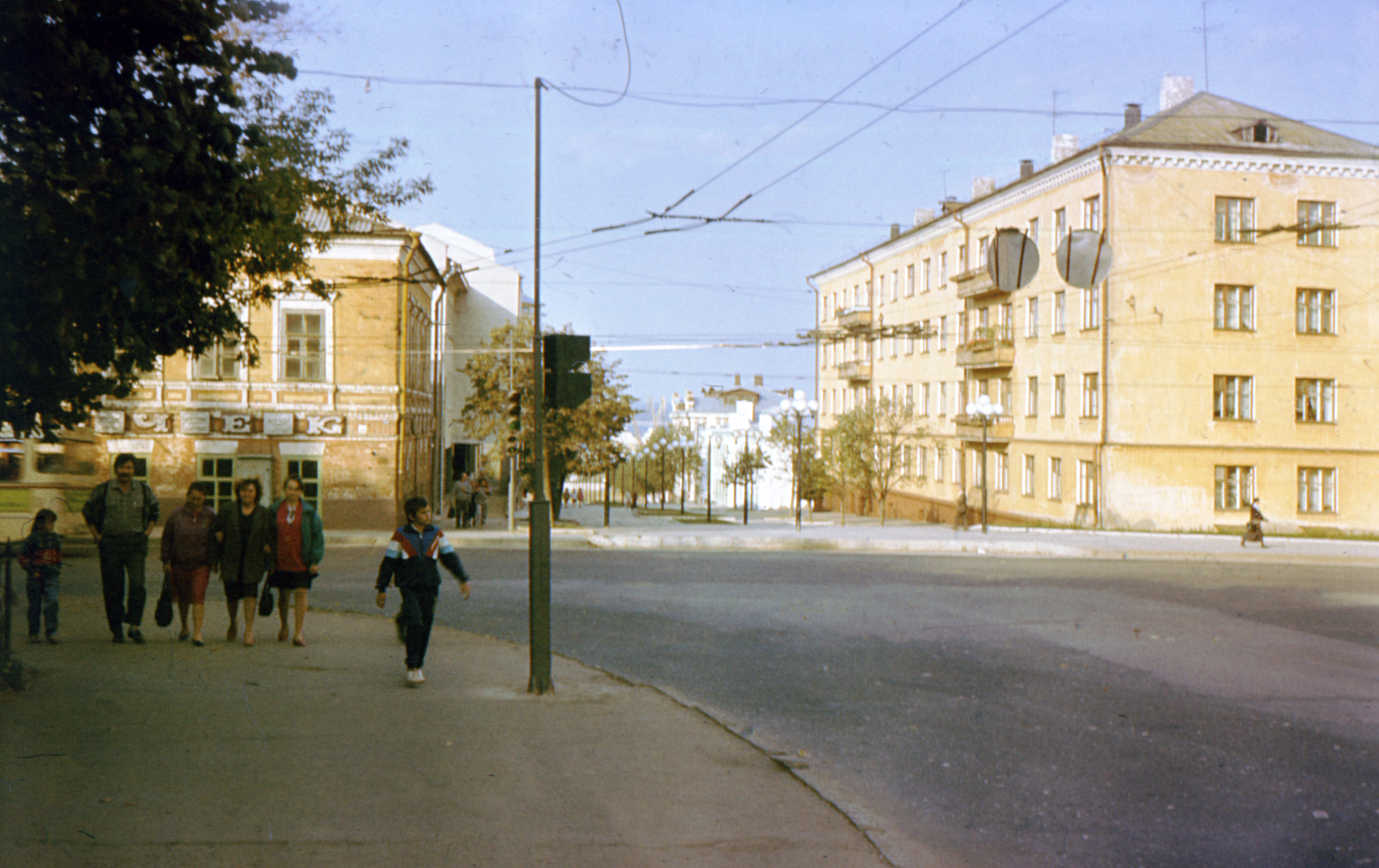
Фото 1995 года. Вид на нынешний бульвар Купца Ефремова

Образцом купеческого особняка второй половины XIX века, сочетающим эклектичные формы с элементами провинциального классицизма, является двухэтажный дом Михаила Ефремова — младшего брата Прокопия, расположенный в начале современного бульвара Купца Ефремова (дом № 2). Историческая планировка здания не сохранилась. Главным входом является портал нового здания музея, расположенный со стороны Красной площади. В 2005 году были проведены реставрационные работы, восстановлено мансардное помещение. В советские годы в нём размещались различные сельскохозяйственные учреждения. В 1981 году его передали Чувашскому национальному музею. Дом Михаила Ефремова является памятником архитектуры регионального значения и входит в современный музейный комплекс.

## Здания
- № 2  памятник архитектуры (региональный)(Красная площадь, № 5) — Чувашский национальный музей.
- № 4  памятник архитектуры (региональный) — Музей пива.
- № 8  памятник архитектуры (региональный) — отдел Национального музея, бывший особняк Прокопия Ефремова, построен в 1884 году.
- № 12 — Геологический музей.

## Смежные улицы
- Красная площадь
- Улица Карла Маркса
- Улица Композиторов Воробьёвых